# Lauritz Tranø
Lauritz Tranø var en norsk bokser som boksede for Bergens Atletklub. Han vandt en guldmedalje i vægtklassen bantamvægt i NM 1916.